# 藤田真照
藤田 真照（ふじた しんしょう、1907年（明治40年）4月1日 - 1966年（昭和41年）1月6日）は、日本の宗教家。天光教教祖。愛媛県四国中央市出身。本名は照見。

## 生涯
愛媛県宇摩郡土居町（現：四国中央市）で農家の三男として生まれた。1928年（昭和3年）京都帝国大学法学部を卒業後、外交官試験に合格して外務省に入り、上海領事館、漢口領事館に勤務した後、1935年（昭和10年）に退官、その後は満洲にて事業を営んだ。
19歳のときに大祖神からの神示を受けたとし、1938年（昭和13年）に「道照明神」の神号を名乗った。1948年（昭和23年）に東京都大田区大森で信修会教団を設立。1958年（昭和33年）に天光教と改称し、本部が大阪市天王寺区堂ヶ芝へ移る。天光教では、藤田を「生神天光大御神」と称し、祭神として祀っている。
1966年（昭和41年）1月6日、死去。真照の死後、その遺体を埋葬せずドライアイスを詰めた棺が本殿に奉安されていると週刊誌に報道されたが、その真偽は未詳である。